# 장학관
장학관은 특정직공무원으로 교육부 소속인 경우 국가직, 전국 17개 시도교육청 소속인 경우 지방직 공무원이다. 장학관과 동등한 직위,직급에 있지만 업무 성격의 차이로 인해 호칭을 구분하는 공무원으로 교육연구관이 있다.
장학관은 부여받은 직위 및 보직에 따라 대우 계급을 달리한다.
예컨대 교육부나 시도교육청에서 직위가 없는 장학관, 교육지원청에서 과장의 직위에 있는 장학관은 5급, 
교육부의 일부 과장 및 시도교육청의 과장, 교육지원청 국장의 직위에 있는 장학관은 4급, 
교육부의 과장 및 시도교육청의 교육국장, 교육지원청 교육장 및 소속기관 교육원장, 정보원장, 연수원장 등의 직위에 있는 장학관은 3급, 
교육부의 국장, 서울특별시 이외의 시도교육청 부교육감 및 교육부 직속기관장의 직위에 있는 장학관은 2급,
서울특별시 부교육감, 교육부 실장의 직위에 있는 장학관은 1급 상당의 교육전문직원이다.
장학사나 교육연구사와는 달리, 장학관은 교육경력이 없는 자도 임명될 수 있다. 다만 일선 학교에서 근무하던 교감 또는 교장이 전직하여 임용되는 것이 일반적이다.